# 崔哲
崔哲（1473年—1510年），字晦夫，辽东定辽右卫官籍河南杞縣人，明朝政治人物。

## 生平
山東鄉試第二十四名舉人。弘治十二年（1499年）中式己未科會試第一百八十九名，二甲第九十五名進士。歷官山西絳州、四川威州知州，升廣平府同知，正德四年（1509年）十一月授雲南道監察御史，整理长芦盐法兼督捕盗贼，五年九月被弹劾贿赂劉瑾求官，被令致仕。归乡時经过先塋，哭墓後，飲于近庄刘氏，至中席而卒，時年三十有八。

## 家族墓
崔源家族墓位于辽宁鞍山千山风景区倪家台村。1975年6月至9月，辽宁省博物馆文物队和鞍山市文化局文化组联合发掘清理墓葬十九座。在发掘的十九座墓葬中，崔源、崔胜、崔鉴、崔锴、崔哲、崔贤、崔世武，这七座墓葬均为夫妻合葬墓，除墓主本人的墓志外，还有崔胜妻李安、崔鉴继室费氏、崔哲妻白氏的墓志。其它墓葬没有墓志。墓葬中出土的随葬品有明代的瓷器、锡器、服饰、革带、金银手饰和头饰等。其中雕錾的舞狮、金簪、镂空细金丝葫芦、金耳饰、银鎏金和玛瑙革带等。

## 家族
曾祖崔源，都指挥佥事，贈都指挥使。祖崔胜，都指挥使充右參將。生于明洪武二十五年（1392年），死于明景泰元年（1450年）。父崔鑑，署都指挥佥事。嫡母武氏，继母鄢氏、费氏，生母鄧氏。重庆下。弟崔贤、崔伟、崔颖、崔贯。有三子：世儒、世荣、世美。